# Cocor albastru
Cocorul albastru (Grus paradisea), de asemenea, cunoscut sub numele de Cocorul paradisului, este pasărea națională a Africii de Sud. Specia este evaluată ca fiind vulnerabilă de IUCN.

## Descriere

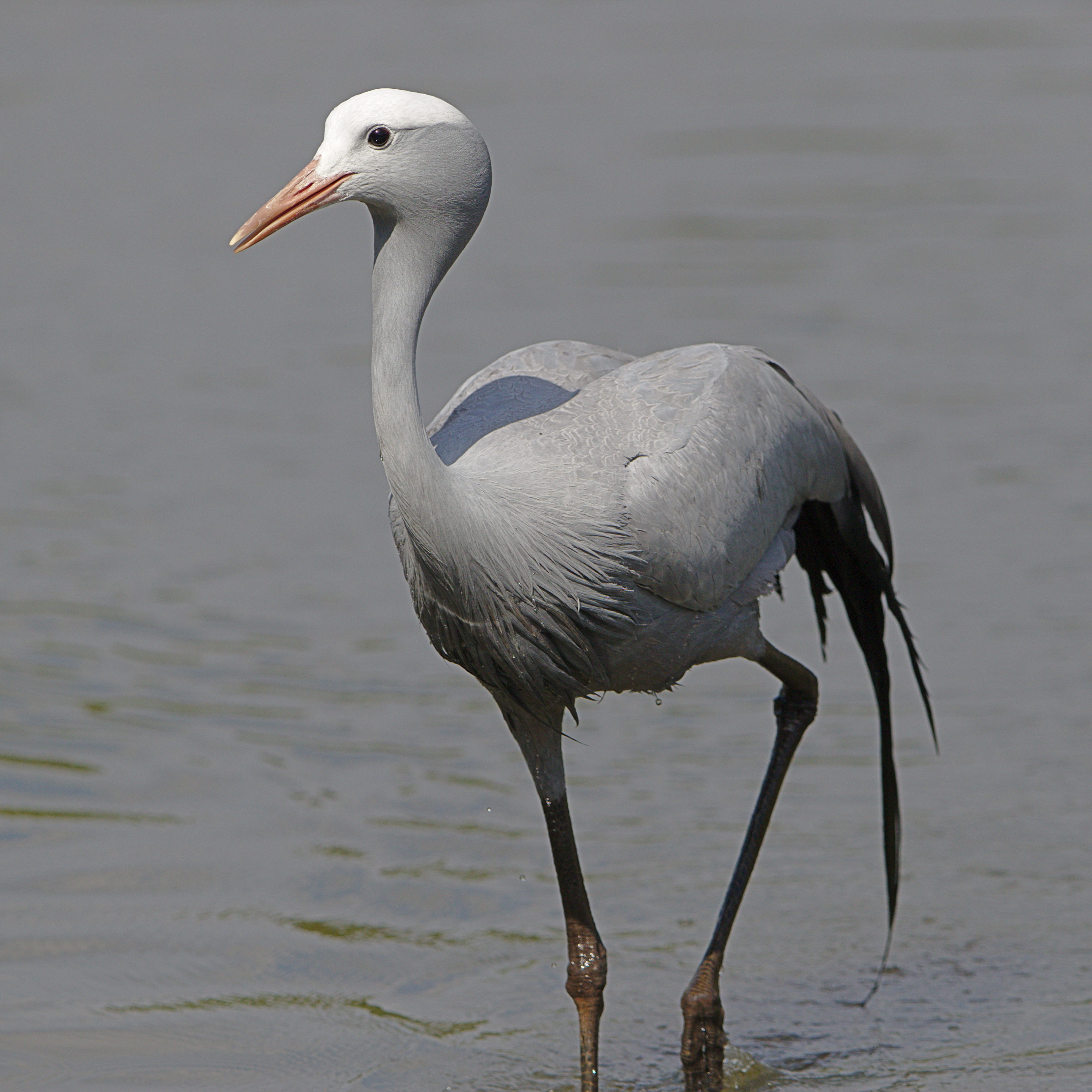
Grus paradisea

Cocorul albastru este o pasăre înaltă, care locuiește la sol, dar este destul de mică conform standardelor familiei cocorilor. Are o înălțime de 100-120 cm, o anvergură a aripilor de 180-200 cm și cântărește 3,6-6,2 kg. Dintre măsurătorile standard, coarda aripii măsoară 51,4-59 cm, culmenul măsoară 8-10 cm și tarsus măsoară 20,5-25,2 cm.
Cocorul are un penaj de culoare albastru-cenușiu pal, devenind mai întunecat pe cap, gât și ceafă. De la coroană la lori, penajul este mai deschis, uneori albicios. Ciocul este ocru-gri, cu o tentă roz. Penele lungi ale vârfului aripii, care pot ajunge până la pământ sunt deosebit de vizibile. Penele primare sunt de culoare neagră până la gri închis. Spre deosebire de majoritatea cocorilor, are un cap relativ mare și un gât proporțional subțire. Juvenilii sunt asemănători, dar puțin mai ușori, cu o colorație întunecată pe cap și fără pene lungi.

## Compotament

### Hrană
Cea mai mare parte a dietei cocorului albastru este alcătuită din ierburi și rogoz. Este, de asemenea, o pasăre insectivoră, hrănindu-se cu numeroase insecte considerabile ca dimensiuni, cum ar fi lăcustele. Animalele mici, cum ar fi crabi, melci, broaște, șopârle și șerpi mici, pot completa dieta, astfel de alimente bogate în proteine fiind adesea fărâmițate pentru hrana puilor.

### Reproducere
Perioada de reproducere este foarte sezonieră, cu ouă înregistrate între octombrie și martie. Formarea perechilor între grupuri începe adesea în octombrie, potențialii parteneri alergând în cercuri unul cu celălalt. Masculul se angajează apoi într-un „dans” azvârlind diverse obiecte în aer și apoi sare. În cele din urmă, o femelă din grup și masculul par să se „selecteze” reciproc și ambii se angajează în dansul aruncării obiectelor și al săriturilor. După dans, împerecherea începe în aproximativ două săptămâni.
În majoritatea cazurilor sunt depuse două ouă (rareori 1 sau 3), care sunt incubate de ambii parteneri. Masculul deseori incubează noaptea iar în timpul zilei apără teritoriul cuibului în timp ce femela incubează. Etapa de incubație durează în jur de 30 de zile. Puii sunt capabili să meargă după două zile și pot înota bine la scurt timp după aceea. Sunt hrăniți în primul rând de mame, care regurgitează mâncarea în gură. Puii sunt acoperiți de pene la 3-5 luni, dar vor continua să fie îngrijiți până la următorul sezon de reproducere, moment în care sunt alungați de părinți. 

## Declin
Cocorul albastru este originar din stepele deschise, pe malurile râurilor și în pământul cultivat din Africa de Sud. A început o scădere bruscă a populației din jurul anului 1980, astăzi existând aproximativ 26.000 de exemplare și este clasificată ca fiind vulnerabilă.
În ultimele două decenii, cocorul albastru a dispărut în mare parte din Capul de Est, Lesotho și Swaziland. Populația din nordul Provinciei Free State a scăzut cu până la 90%. Majoritatea populației rămase se află în estul și sudul Africii de Sud, cu o populație mică și separată în Etosha Pan din nordul Namibiei. Ocazional, perechile reproducătoare izolate se găsesc în cinci țări vecine. 
Principalele cauze ale declinului brusc al cocorului albastre sunt creșterea populației umane, conversia pajiștilor în plantații comerciale de arbori și otrăvirea: deliberată (pentru a proteja culturile) sau accidentală (momeli destinate altor specii).

## Galerie

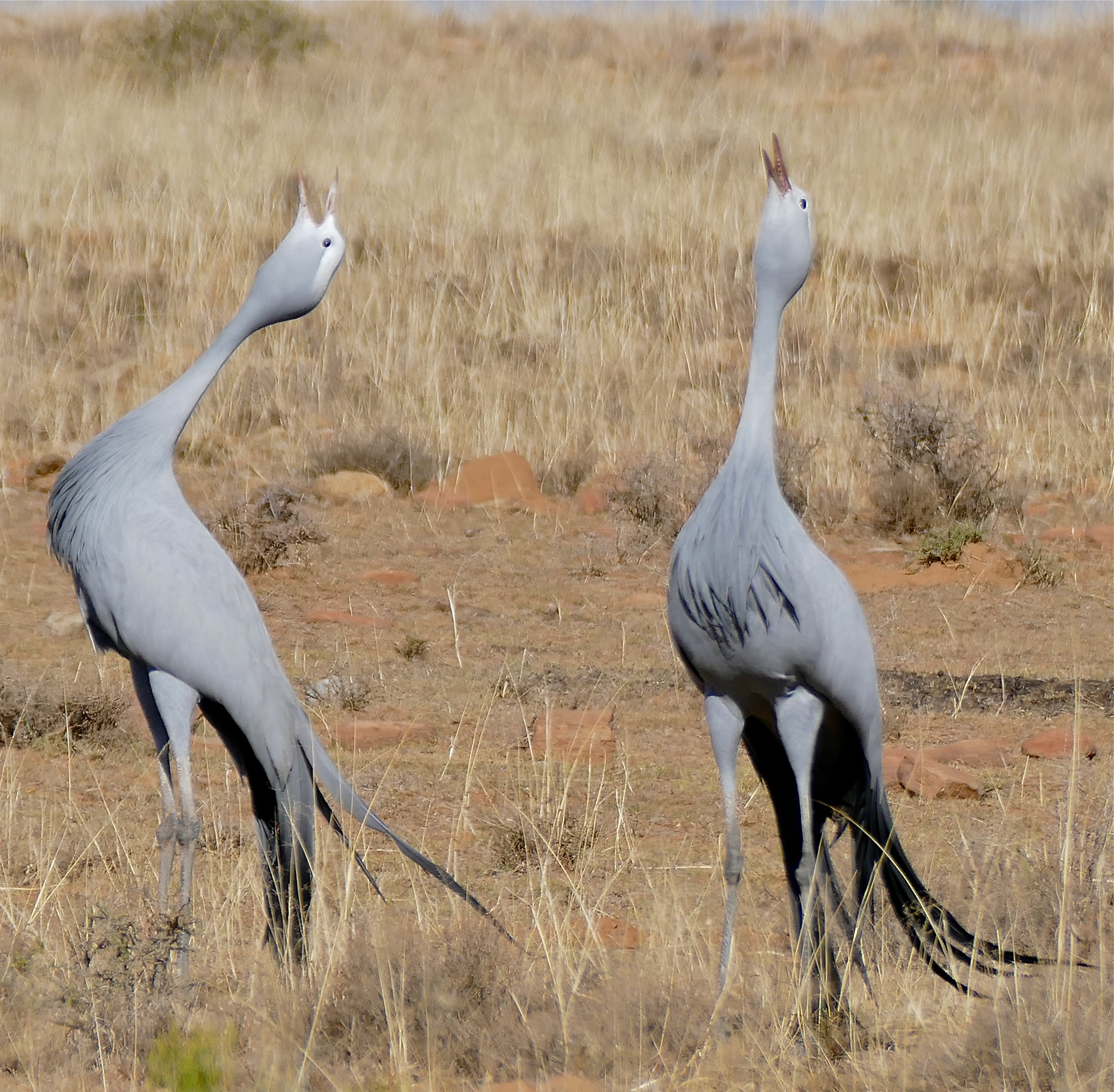
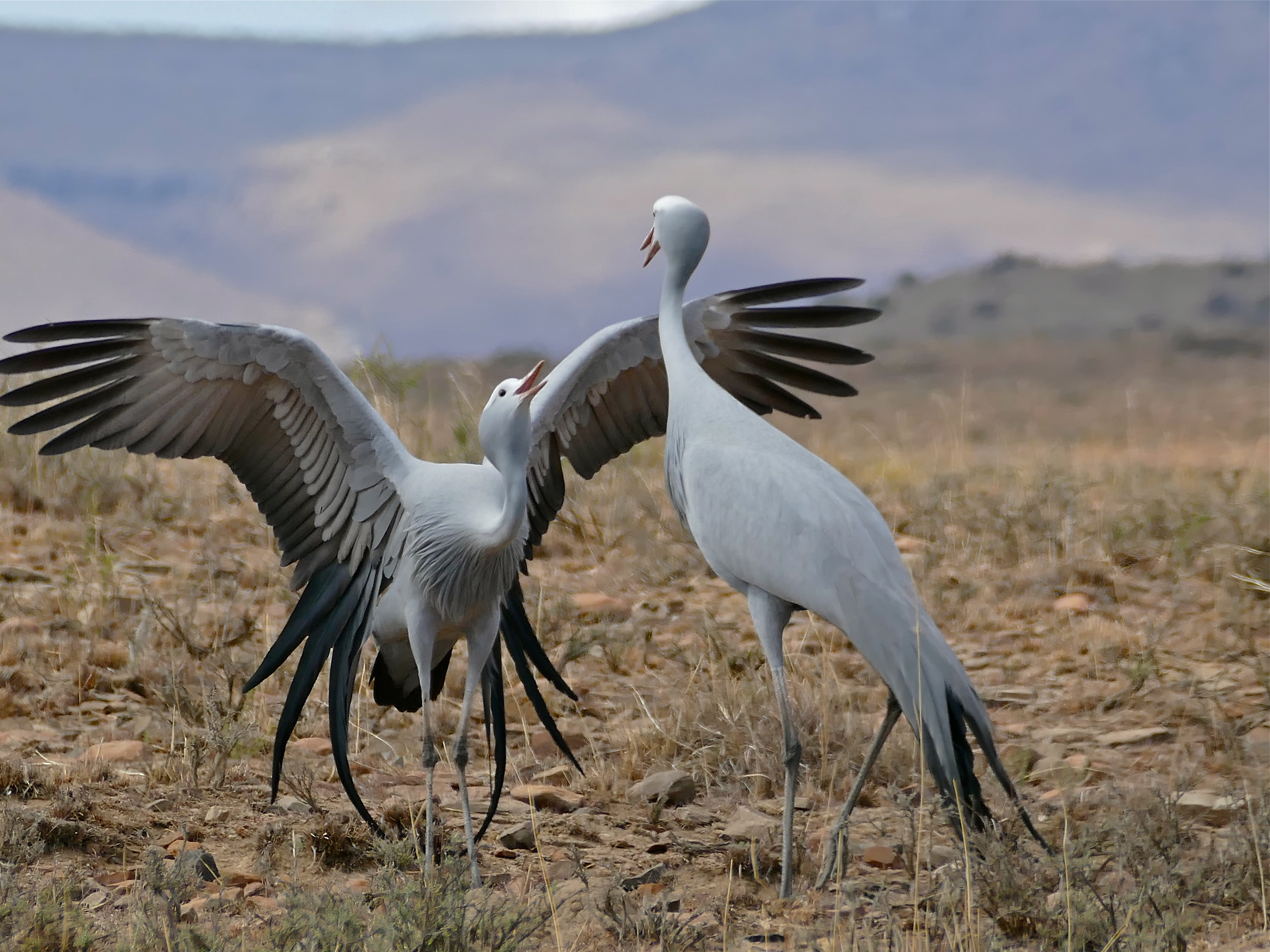
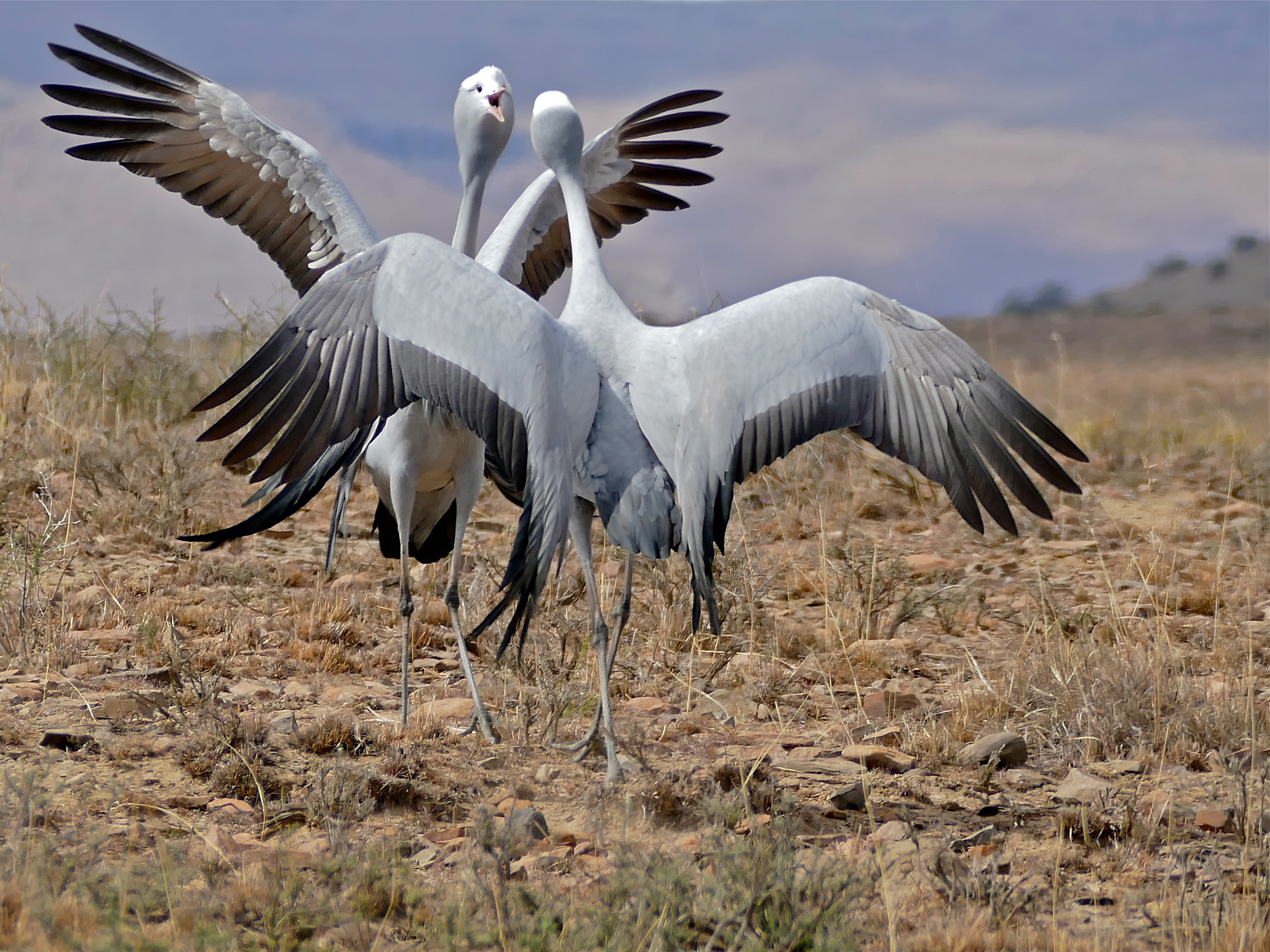